# Koalicyjka

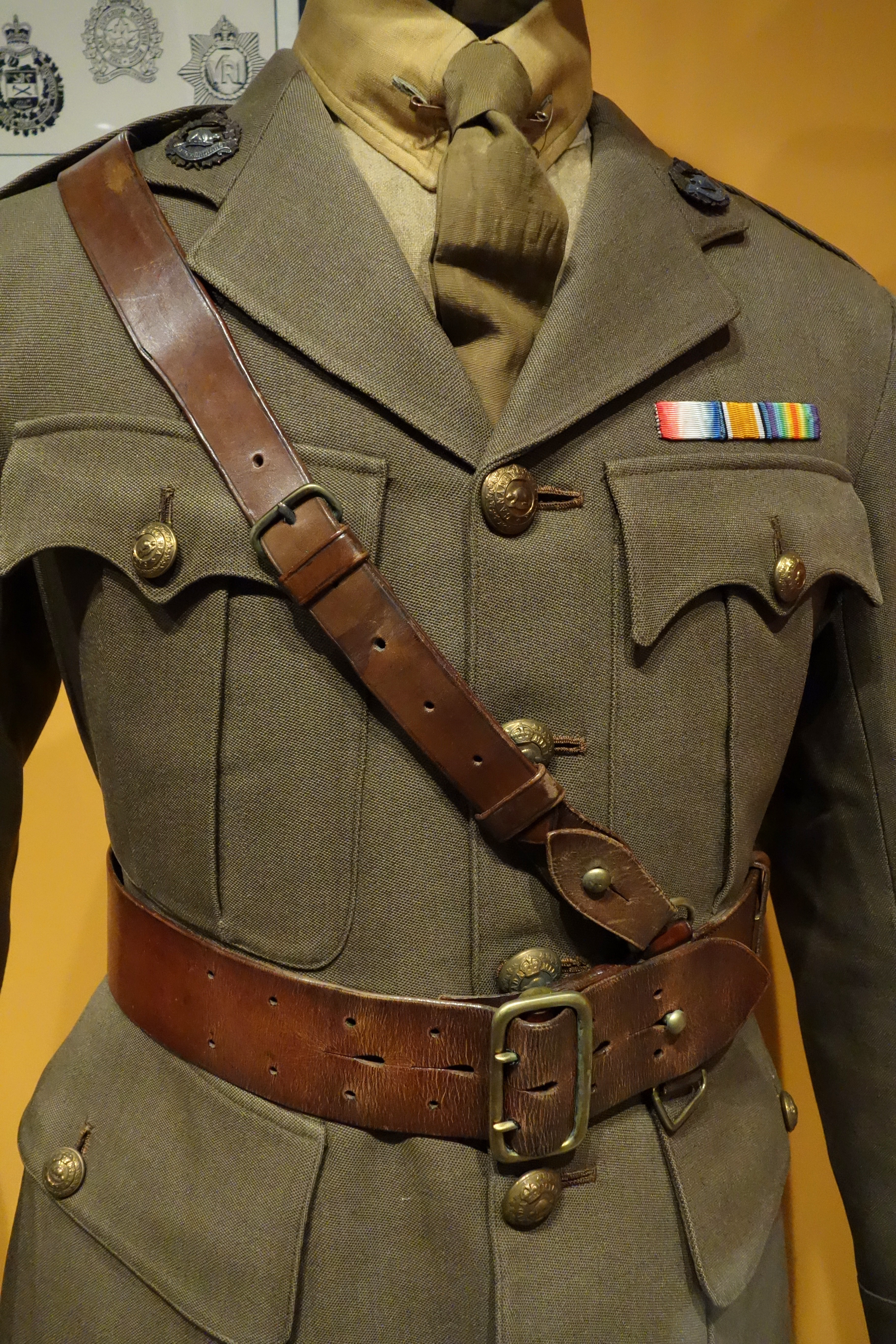
Koalicyjka

Koalicyjka − rodzaj paska noszonego na skos w poprzek piersi i troczonego do pasa głównego. Koalicyjkę (najczęściej wykonaną ze skóry) nosi się przewieszoną przez ramię, pod naramiennikiem lub między naramiennikiem a kołnierzem munduru. Pas z koalicyjką spełnia dwie zasadnicze funkcje: podtrzymuje ciężar przytroczonej u pasa broni białej lub pistoletu, a także zapobiega obracaniu się pasa wraz z bronią wokół ciała. Dzięki temu ułatwia dobywanie broni za pomocą jednej ręki. 
W krajach anglosaskich pas z koalicyjką nazywany jest imieniem generała Samuela Browne'a, który miał być wynalazcą takiego sposobu noszenia broni w drugiej połowie XIX wieku. W tamtych czasach broń białą kawaleria nosiła najczęściej przytroczoną u pasa za pomocą żabek. Trudność polegała na tym, że podczas jazdy broń miała tendencję do obracania się wokół jeźdźca wraz z całym pasem, a co za tym idzie, wyciągnięcie jej z pochwy prawą ręką wymagało przytrzymania pochwy w miejscu lewą ręką.
W tych warunkach rotmistrz Samuel Browne, służąc w armii angielskiej podczas powstania sipajów w Indiach, stracił lewą dłoń. By móc nadal służyć w armii, wymyślił koalicyjkę, która w ciągu kilku lat rozpowszechniła się wśród wojsk walczących w Indiach na tyle, że w 1900 roku podczas wojny burskiej została przyjęta do oficjalnego munduru oficerskiego armii brytyjskiej. 
W kolejnych latach koalicyjki spopularyzowane zostały w wielu armiach świata. Po zakończeniu I wojny światowej koalicyjka znalazła się również na wyposażeniu Wojska Polskiego, gdzie początkowo nazywano ją powszechnie poprzeczką. 

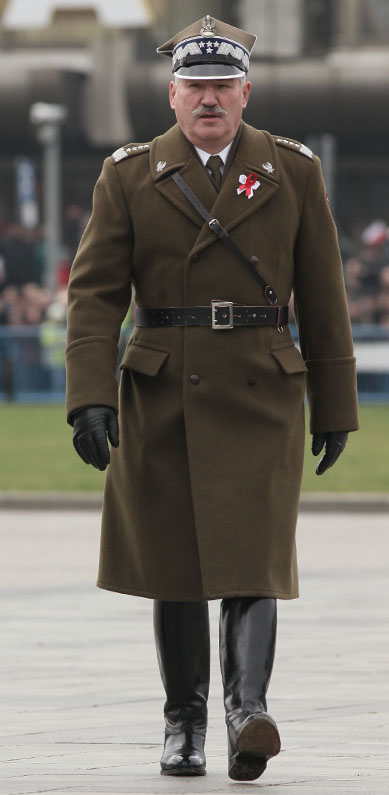
Gen. Mieczysław Cieniuch w pasie z koalicyjką
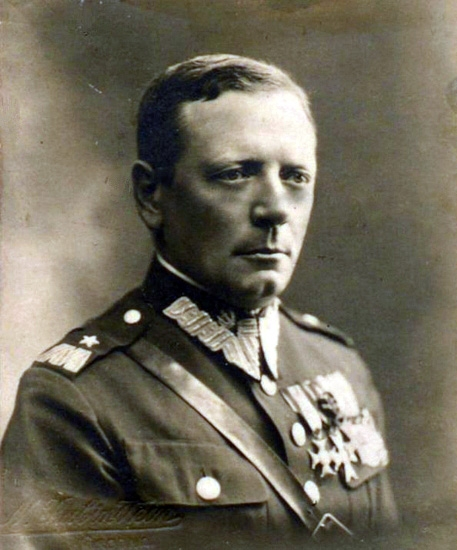
Franciszek Kleeberg w polskim mundurze generalskim z koalicyjką
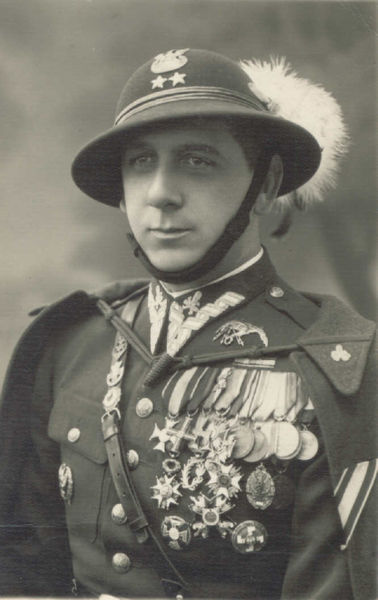
Polski podhalańczyk płk dypl. Stefan Szlaszewski w mundurze galowym, przepasany koalicyjką
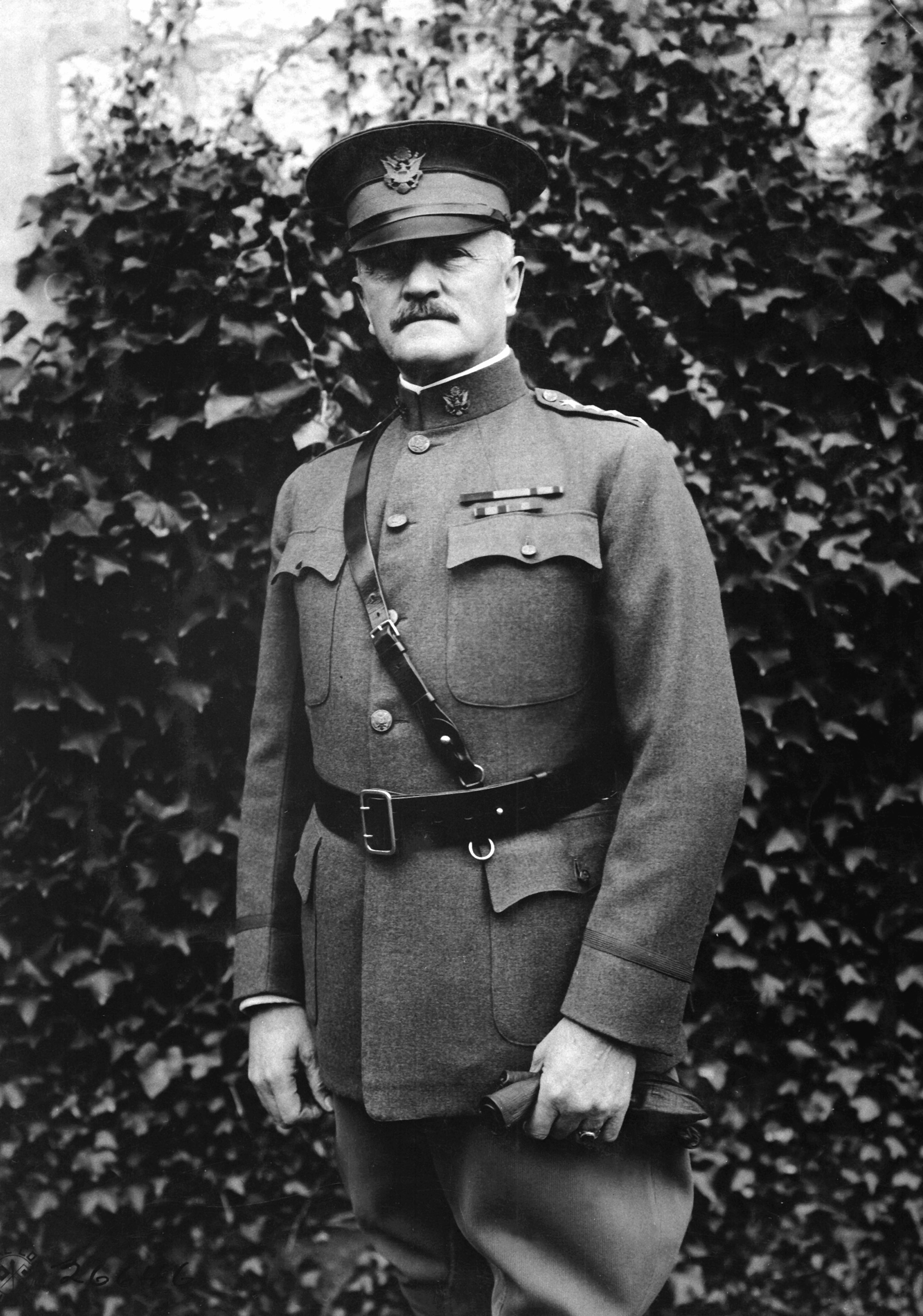
Gen. John Pershing w pasie z koalicyjką
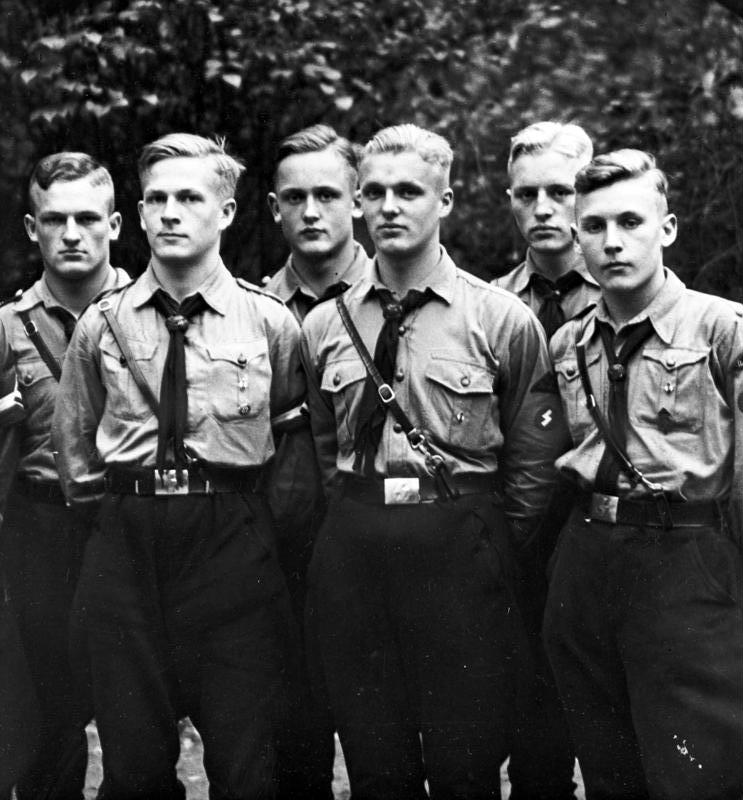
Członkowie Hitlerjugend w umundurowaniu z koalicyjkami